# شركة قابضة
شركة قابضة (بالإنجليزية: Holding Company)‏، شركة تمتلك أو تدير جزئيا أو كليا، شركة أو شركات أخرى.

## التعريف
الشركة القابضة هي الشركة أو المؤسسة التي تمتلك الأسهم المتداولة لشركاتٍ أخرى. وغالبا ما يشير المصطلح بشكل أساسي إلى الشركة التي لا تُنتج السلع أو الخدمات بنفسها، وإنما الغرض منها فقط تملّك أسهم الشركات الأخرى. وتمتلك الشركة القابضة عادة أغلبية الأسهم في الشركة التابعة.
وحسب الموسوعة البريطانية يمكن تعريف الشركة القابضة بأنها الشركة التي تملك من الأسهم ما يكفي للتصويت في واحدة أو أكثر من الشركات الأخرى بغرض السيطرة على تلك الشركات. ويمكن التمييز بين نوعين من الشركات القابضة: شركة موجودة فقط لهذا الغرض وتسمى شركة قابضة صرفة (نقية)، وشركة مشاركة في الأعمال التجارية (من تلقاء نفسها) وتسمى شركة قابضة تشغيلية. تمتلك الشركة القابضة عادة أغلبية الأسهم في الشركة التابعة لكن أحيانا قد تكون مشاركة قليلة في ملكية الأسهم كافية لإعطاء سيطرة للشركة القابضة (إذا كانت ملكية الأسهم المتبقية منتشرة على نطاق واسع).
اختلفت القوانين التجارية المقارنة حيال تعريف هذه الشركة، ولكن العنصر الأساسي من عناصر التعريف الذي لا خلاف عليه هو أن الغرض الرئيسي لهذه الشركة هو المشاركة في رأسمال شركة أو عدة شركات أخرى بغرض السيطرة عليها، وتسمى هذه الشركات التي تسيطر عليها الشركة القابضة "شركات تابعة". توجب بعض القوانين أن يقتصر غرض الشركة القابضة على غرض وحيد هو المساهمة في رأسمال شركات أخرى بغرض السيطرة عليها وإدارة حافظة الأوراق المالية التي تمتلكها في الشركات التابعة، ولا تجيز لها أن تمارس أي نشاط اقتصادي آخر، ويسمح البعض الآخر من القوانين للشركة القابضة أن تمارس أعمالاً أخرى إلى جانب الغرض الأساسي وهو المشاركة في شركات أخرى. ويرى بعض فقهاء القانون التجاري أن الشركة القابضة ظاهرة قانونية للتركيز الاقتصادي بين المشاريع، فهي وسيلة من وسائل تجمع الشركات، بحيث تعتبر في الواقع إطارا قانونيا للتركز على أساس من الرقابة في الإدارة والمشاركة في رأس المال.

## سيطرة الشركة القابضة على غيرها
تتحقق سيطرة الشركة القابضة على الشركات التابعة من خلال السيطرة على سلطة اتخاد القرار في الشركات التابعة عن طريق التمتع بأغلبية التصويت في الجمعيات العمومية للمساهمين أو الشركاء ومجالس إدارات تلك الشركات وتتمكن الشركة القابضة من إحراز هذه السيطرة عن طريق تملكها أغلبية الأسهم في رأسمال الشركات التابعة وتنص بعض القوانين على وجوب أن تتملك الشركة القابضة بنسبة 51 في المائة على الأقل في رأسمال الشركة التابعة، كما يجيز بعض القوانين بأن تتحقق سيطرة الشركة القابضة على الشركة التابعة عن طريق الاتفاق مع باقي المساهمين، تتمتع بموجبه بالسيطرة على الإدارة أيا كانت نسبة الأسهم التي تمتلكها الشركة القابضة في رأسمال الشركة التابعة.
قد تسيطر الشركة القابضة في دولة ما على شركات تابعة في دول أخرى، كما قد تخضع شركة وطنية في إحدى الدول لسيطرة شركة قابضة أجنبية عن طريق المساهمة في رأسمال الشركة الوطنية من جانب الشركة القابضة الأجنبية، ويترتب عن الوضعين قيام ما يسمى الشركة متعددة الجنسيات.
لا تعتبر الشركة القابضة شكلا قانونيا جديدا يضاف إلى أشكال الشركات ذات الشخصية الاعتبارية المستقلة والمعروفة في القانون التجاري، وهي شركة مساهمة، شركة التوصية بالأسهم، الشركة ذات المسؤولية المحدودة، شركة التوصية البسيطة وشركة التضامن، وإنما يجوز ـ كقاعدة عامة، أن تأخذ أحد الأشكال السابقة إلا إذا حدد القانون شكلا معينا للشركة القابضة، وتوجب بعض القوانين بأن تتخذ الشركة القابضة شكل شركة المساهمة فلا يجوز لأنواع الشركات الأخرى مثل شركات التضامن وشركات المسؤولية المحدودة أن تكون شركة قابضة.

## الفرق بين مفهومي الشركة الأم والشركة القابضة
الشركة القابضة هي الشركة التي تحتوي شركات أخرى تسمى الشركات التابعة. ويجب على الشركة تقديم البيانات المالية الموحدة للمستثمرين وهيئة الأوراق المالية والبورصات. مهمة مديريها وأعضاء مجلس الإدارة بشكل عام الحفاظ على السيطرة على الشركات التابعة. في الولايات المتحدة، يجب على الشركة القابضة امتلاك نسبة أكبر من 80 في المئة من حقوق التصويت للمساهمين من أجل الحصول على أي مزايا ضريبية.

الشركة الأم بحسب التعريف هي تقريبا نفس الشركة القابضة. تمتلك الشركات الأم عادة الشركات التابعة لها إما من خلال عمليات الدمج أو الاستحواذ والشراء. وذلك بهدف تخفيف المنافسة، وتوسيع عملياتها، وزيادة دخلها الصافي التشغيلي أو الحصول على مزايا ضريبية أكبر أو زيادة مصادر التمويل أو حتى خفض النفقات المرتبطة بإنتاج سلع معينة
.

الاختلاف الرئيسي بين المفهومين:

عموما لا توجد فروق جوهرية بين الشركة الأم والشركة القابضة، لكن تختلف الآثار القانونية بالنسبة لوضع الشركة بشكل عام.
يمكن القول أن الشركة القابضة غير نشطة (بالمفهوم العملياتي) إلا بغرض امتلاك شركات أخرى. بينما تمتلك الشركة الأم عادة مشاريعها التجارية الخاصة بالإضافة لنفوذها وامتلاكها للشركات التابعة لها لأغراض الاستثمار أو لدعم وتوسيع عملياتها
.

## أمثلة على الشركات القابضة
- جي بي مورغان تشيس (الولايات المتحدة)
- مجموعة إل جي (كوريا الجنوبية)
- أتلانتيا (إيطاليا)
- شركة المملكة القابضة (السعودية)
- دبي القابضة (الإمارات)
- جنوب الوادي القابضة للبترول (مصر)
- كربون القابضة (مصر)
- سوني المالية (اليابان)
- إعمار العقارية (الإمارات)
- كيرينغ (فرنسا)
- الراجحي القابضة (السعودية)